# 南班代拉
南班代拉是巴西米纳斯吉拉斯州的一个市镇。总面积为46.917平方公里，总人口为5106人，人口密度为108.8人/平方公里。